# Enric Ismael Martín Panades
Enric Ismael Martín Panades (nascido em 18 de agosto de 1980) é um atleta espanhol e atua como guia para deficientes visuais. No campeonato espanhol em pista coberta de 2006, Martín terminou em segundo lugar nos 200 metros com o tempo de 21,84. Participou dos Jogos Paralímpicos de Verão de 2012, onde disputou os 4x100 metros como guia do atleta Xavier Porras, terminando em quarto lugar. A dupla também disputou a prova dos 100 metros. Foi guia de Xavier no Mundial de Atletismo Paralímpico de 2013.

## Vida pessoal
Atualmente reside em Barcelona.